# Ich will
Ich will är en singel av bandet Rammstein från albumet Mutter. Låten var en av två låtar från Mutter som inte spelades live den 16 april 2000 (den andra låten var "Nebel"). Singeln innehåller även låten "Pet Sematary", vilken är en cover av Ramones låt med samma namn. Det är även noterbart att låten sjungs av keyboardisten Flake istället för Till Lindemann.
I låten sjungs orden "Ich versteh euch nicht" (på svenska jag förstår inte er), vilket beskrivs av bandet som det de känner när deras fans sjunger med under deras låtar på konserter. Bandet säger att de inte förstår varför fansen gör detta och att de själva inte skulle få för sig att göra detta.

## Musikvideo
Musikvideon visar bandet när de rånar en bank och vad som händer efteråt. Bandet förklarar musikvideon som ett försök att skapa en ny action-musikvideo, i stil med den till låten "Du hast". Det var även meningen att två versioner av musikvideon skulle spelas in. I den ena versionen skulle Flake sprängas i luften i slutet och i den andra var det Paul H. Landers som skulle sprängas. Musikvideon slutar med snabba klipp från några av bandets tidigare musikvideor. Det som visas är tre klipp från "Du hast", två klipp från "Sonne", två klipp från "Du riechst so gut", två klipp från "Du riechst so gut '98", ett klipp från "Stripped", ett liveklipp samt Paul H. Landers och Christoph Schneiders fotografier från Sehnsucht. Musikvideon skulle ha haft premiär på kvällen den 11 september 2001 i USA, men detta ändrades efter 11 september-attackerna. Detta ledde till att många TV-kanaler inte visade musikvideon överhuvudtaget.

## Låtlista

### Maxisingel
1. "Ich will" – 3:37
2. "Ich will" (Live-version) – 4:17
3. "Ich will" (Remix av Westbam) – 6:19
4. "Ich will" (Remix av Paul van Dyk) – 6:13
5. "Pet Sematary" (Live-version med Clawfinger) – 6:31
6. "Ich will" (Live CD-R-version) – 4:05

### 2-spårs singel
1. "Ich will" – 3:37
2. "Ich will" (Live-version) – 4:17

### UK Editions

#### Röd framsida
1. "Ich will" – 3:37
2. "Links 2-3-4 (Geradeaus Remix)" (Remix av Clawfinger) – 4:28
3. "Du hast" (Remix av Jacob Hellner) – 6:44
4. "Ich will" (Musikvideo) – 4:05

#### Grön framsida
1. "Ich will" – 3:37
2. "Halleluja" – 3:45
3. "Stripped (Heavy Mental Mix)" (Remix av Charlie Clouser) – 5:18

#### Orange framsida
- "Ich will" (Live-videoversion)
- 4 30 sekunders-videoklipp:
  - "Bück dich"
  - "Rammstein"
  - "Wollt ihr das Bett in Flammen sehen"
  - "Asche zu Asche"
- Fotogalleri med 10 bilder
- 2 låtar:
  - "Feuerräder" (Live-demoversion)
  - "Rammstein" (Live-version)